# Растиљионе (Верчели)
Растиљионе је насеље у Италији у округу Верчели, региону Пијемонт.
Према процени из 2011. у насељу је живело 125 становника. Насеље се налази на надморској висини од 722 м.